# ITunes U
iTunes U war eine am 30. Mai 2007 von Apple ins Leben gerufene Plattform zur kostenlosen Bereitstellung und der Verwaltung von Lernmaterialien innerhalb des Apple iTunes Stores. Über iTunes U lassen sich beispielsweise ganze Vorlesungsreihen, Sprachkurse, Interviews oder Campus-Touren hunderter von Universitäten und Fachhochschulen, darunter z. B. renommierte Institutionen wie das MIT, Oxford oder Stanford, kostenlos herunterladen.
Der Zugriff auf die jeweiligen iTunes U Websites der registrierten Institutionen erfolgt entweder direkt über den iTunes Store oder über die iTunes-U-App für iPhone und iPad. Während in den ersten Jahren ausschließlich Vorlesungen und Informationsvideos von US-amerikanischen Universitäten zur Verfügung standen, bietet iTunes U nun auch Bildungsangebote für Schüler an und hat sein Angebot auf Institutionen aus 22 Ländern erweitert.
Inhalte sind fast ausschließlich Video- oder Audio-Podcasts, die entweder individuell heruntergeladen werden oder abonniert werden können und so – wie auch Podcasts – automatisch um neue Folgen ergänzt werden können. Seit 2012 lassen sich unter anderem aber auch Präsentations- und Textverarbeitungsdateien, PDFs, EPUB-Bücher, iOS-Apps oder Weblinks in die hochschuleigenen iTunes U Websites einbinden.
2011 verzeichnete iTunes U 1.000 registrierten Universitäten, Hochschulen und weiteren Institutionen, 350.000 angebotene Lernmaterialien (Vorlesungen als Audio- oder Videodatei, Skripten etc.) und rund 300 Millionen Downloads pro Jahr. Stand April 2012 sind jedoch lediglich 19 deutsche Universitäten und Fachhochschulen auf der Plattform mit einer eigenen iTunes U Site vertreten.
Mit Erscheinen der Version 3.8.2 am 27. Mai 2021 kündigte Apple an, dass iTunes U Ende 2021 eingestellt wird.